# تکیه دولت بسطام
تکیه دولت بسطام مربوط به دوره قاجار است و در شهرستان شاهرود، داخل شهر بسطام واقع شده و این اثر در تاریخ ۱۰ مهر ۱۳۸۰ با شمارهٔ ثبت ۴۰۲۳ به‌عنوان یکی از آثار ملی ایران به ثبت رسیده است. این بنا به تکیهٔ بزرگ نیز مشهور است و در نزدیکی مجموعهٔ تاریخی بسطام واقع است که با خشت خام ساخته شده و دارای تزیینات نقاشی روی تخته‌های سقف و کتیبه‌های گچ‌بری به خط نستعلیق در سطوح نمای دیوار است.